# خريستو نيكولوف
خريستو نيكولوف هو لاعب كرة قدم بلغاري في مركز حراسة المرمى، ولد في 7 يوليو 1981 في فارنا في بلغاريا. لعب مع نادي دوبرودزا دوبريتش ونادي سبارتاك بليفين ونادي سبارتاك فارنا ونادي لودوغورتس رازغراد.